# Асеведо-Родригес, Педро
Пе́дро Асеве́до-Родри́гес (исп. Pedro Acevedo-Rodríguez, род. 24 декабря 1954) — пуэрто-риканский ботаник, сотрудник Смитсоновского института.

## Биография
Родился 24 декабря 1954 года в городе Сан-Хуан, столице Пуэрто-Рико. Образование получал в городе Маягуэс в Университете Пуэрто-Рико, окончил его в 1977 году.
Несколько лет работал на Пуэрто-риканское отделение Лесной службы США и Институт тропического лесоводства, подготовил определитель вьющихся растений острова. Занимался исследованиями мест обитания пуэрто-риканского амазона.
В 1984 году Асеведо Родригес отправился в Нью-Йорк для подготовки диссертации в Городском университете Нью-Йорка и Нью-Йоркском ботаническом саду. В 1989 году защитил диссертацию доктора философии, в которой рассматривал систематику видов секции Platycoccus рода Serjania, относящегося к семейству Сапиндовые.
Будучи сотрудником Национального музея естественной истории Смитсоновского института в Вашингтоне, Асеведо Родригес продолжил исследования флоры карибского региона, акцентируя внимание на семействе Сапиндовые.
Член Американского общества систематиков растений, Латиноамериканского ботанического общества, Ботанического общества Эквадора.

## Некоторые публикации
- Acevedo-Rodríguez P. Flora of St. John, US Virgin Islands. — Bronx, NY, 2005. — 581 p. — ISBN 0-89327-402-X.
- Carrington C. M. S., Krupnick G. A., Acevedo-Rodríguez P. Herbarium-Based Preliminary Conservation Assessments of Lesser Antillean Endemic Seed Plants Reveal a Flora at Risk // The Botanical Review. — 2017. — Vol. 83(2). — P. 107—151. — doi:10.1007/s12229-017-9182-5.

## Виды растений, названные именем П. Асеведо Родригеса
- Ageratina acevedoi H.Rob., 2006
- Calyptranthes acevedoi Alain, 1986
- Matelea acevedoi Morillo, 2012
- Piptocoma acevedoi Pruski, 1996
- Salacia acevedoi Lombardi, 2007
- Xanthosoma acevedoi Croat & Delannay, 2017